# Achromobacter aloeverae
Achromobacter aloeverae es una especie de bacteria gramnegativa del género Achromobacter. Fue descrita en el año 2017. Su etimología hace referencia a la planta Aloe vera. Es aerobia y móvil por flagelación perítrica. Tiene un tamaño de 0,8-1,2 μm de ancho por 2,5-3 μm de largo. Forma colonias circulares, convexas, opacas y con márgenes enteros en agar TSA tras 2 días de incubación. Catalasa y oxidasa positivas. Temperatura de crecimiento entre 20-42 °C, óptima de 30-37 °C. Tiene un contenido de G+C de 66,5%. Se ha aislado de la raíz de la planta Aloe vera en Tailandia.